# Trinitron

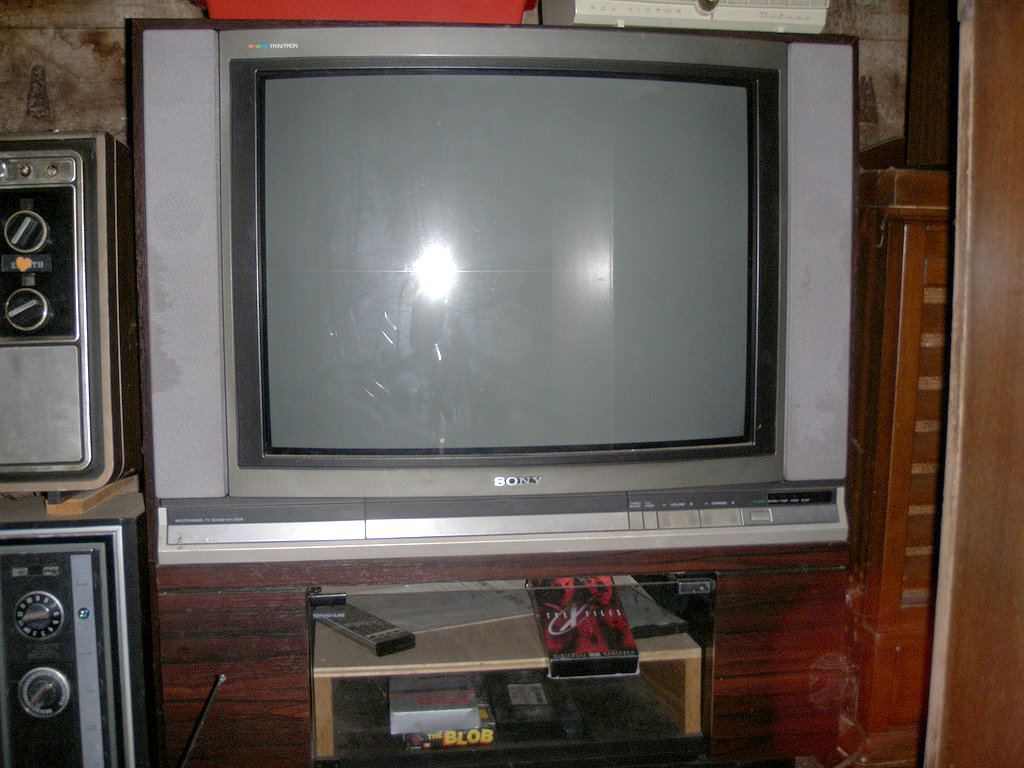
1985 27" Trinitron

Trinitron là thương hiệu của Sony cho dòng CRT dựa trên lưới tản nhiệt được sử dụng trong các TV và màn hình máy tính. Một trong những hệ thống truyền hình thực sự sáng tạo đầu tiên thâm nhập thị trường kể từ những năm 1950, Trinitron được công bố vào năm 1968 để được hoan nghênh vì hình ảnh sáng của nó, sáng hơn khoảng 25% so với TV mặt nạ bóng thông thường cùng thời. Cải tiến liên tục trong công nghệ cơ bản và sự chú ý đến chất lượng tổng thể cho phép Sony tính phí bảo hiểm cho các thiết bị Trinitron vào những năm 1990. 
Bảo vệ bằng sáng chế trên thiết kế Trinitron cơ bản đã hết năm 1996, và nó nhanh chóng phải đối mặt với một số đối thủ cạnh tranh với mức giá thấp hơn nhiều. Sony đã phản ứng bằng cách giới thiệu các thiết kế FD Trinitron màn hình phẳng (WEGA) của họ, duy trì vị trí hàng đầu của họ trên thị trường vào đầu những năm 2000.  Tuy nhiên, những thiết kế này đã bị vượt qua tương đối nhanh chóng bởi thiết kế plasma và LCD. Sony đã loại bỏ các TV Trinitron cuối cùng khỏi danh mục sản phẩm của họ vào năm 2006 và ngừng sản xuất vào đầu năm 2008. Màn hình video là sản phẩm Trinitron duy nhất còn lại được Sony sản xuất, với tốc độ sản xuất thấp, mặc dù công nghệ cơ bản vẫn có thể được tìm thấy trong các TV hạ cấp từ bên thứ ba. 
Cái tên Trinitron bắt nguồn từ chữ trinity, có nghĩa là sự kết hợp của ba (tri-) ống electron, sau khi Trinitron kết hợp ba súng điện tử riêng biệt của các thiết kế CRT khác thành một.

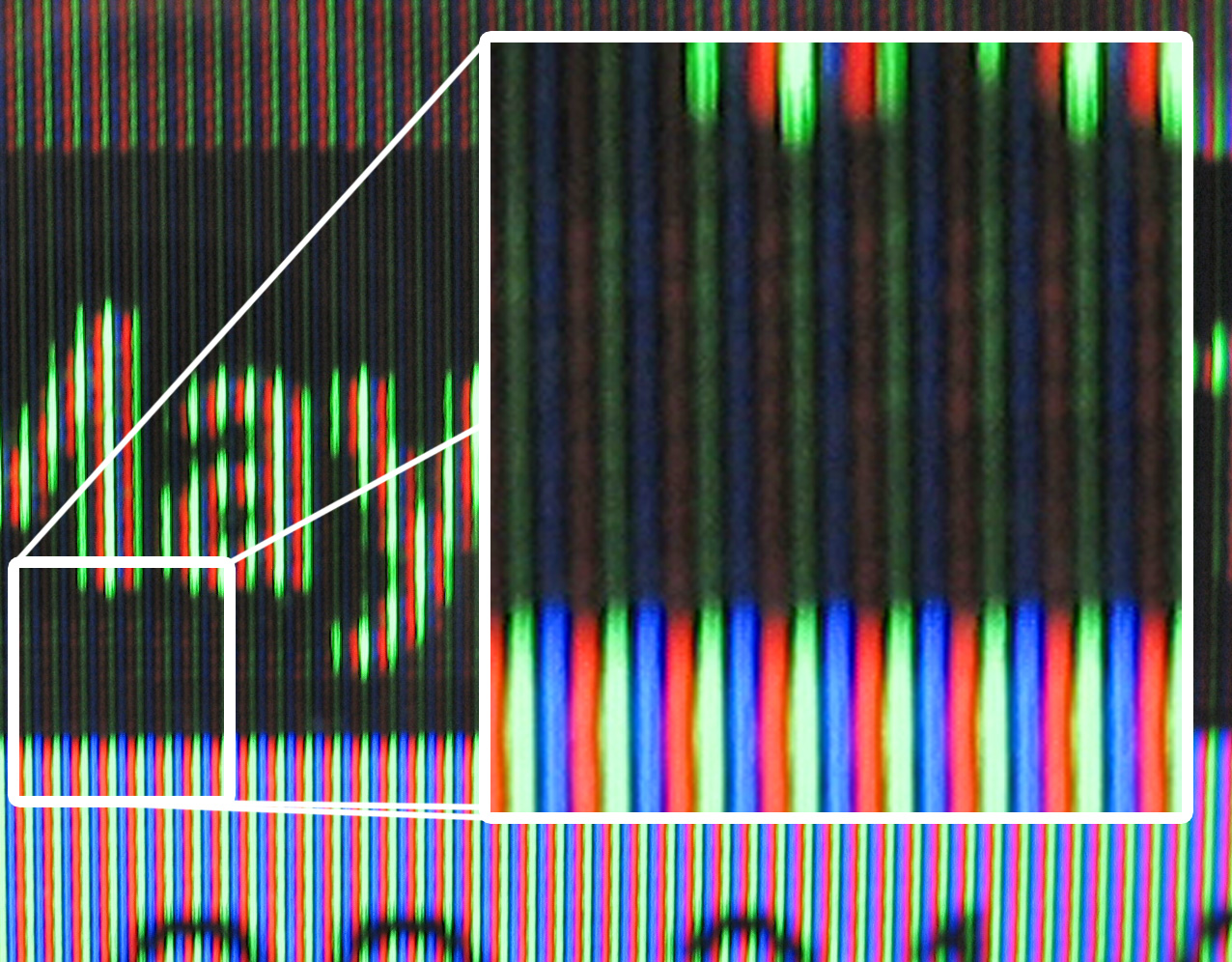
Cận cảnh các vạch phosphor trên tivi Sony Trinitron 14 "